# Elvira Knecht
Elvira Knecht (* 18. Oktober 1972) ist eine ehemalige Schweizer Skilangläuferin.

## Werdegang
Knecht, die für den SC Rätia Chur startete, trat international erstmals in der Saison 1988/89 in Erscheinung. Dabei errang sie bei den Junioren-Skiweltmeisterschaften 1989 in Vang den zehnten Platz über 15 km und den achten Platz mit der Staffel. Bei den Schweizer Meisterschaften 1989 wurde sie Zehnte über 10 km klassisch. Im folgenden Jahr holte sie bei den Schweizer Meisterschaften Silber mit der Staffel, wurde im März 1990 Zweite beim Engadin Skimarathon und gewann bei den Junioren-Skiweltmeisterschaften in Les Saisies die Bronzemedaille mit der Staffel. Zudem errang sie dort den fünften Platz über 15 km. Nach Platz eins über 10 km Freistil beim internationalen Rennen in St. Moritz und über 10 km Freistil in Maloja zu Beginn der Saison 1990/91 wurde sie Zweite bei den Schweizer Meisterschaften in Kandersteg über 5 km klassisch. Bei der nachfolgenden Verfolgung schlug sie Marianne Irniger im Zielsprint und gewann damit ihren ersten Meistertitel. Zudem holte sie dort Silber mit der Staffel und in Obergoms Silber über 30 km Freistil. Beim Saisonhöhepunkt, den nordischen Skiweltmeisterschaften 1991 im Val di Fiemme, lief sie auf den 47. Platz über 5 km klassisch, auf den 40. Rang über 10 km Freistil und auf den 35. Platz über 30 km Freistil. Zudem errang sie dort zusammen mit Barbara Mettler, Marianne Irniger und Sylvia Honegger den zehnten Platz  in der Staffel. Im März 1991 kam sie bei den Junioren-Skiweltmeisterschaften in Reit im Winkl auf den siebten Platz über 15 km Freistil und auf den vierten Rang mit der Staffel.
In der Saison 1991/92 wurde Knecht beim Weltcup in Cogne Vierte mit der Staffel und gewann bei den Schweizer Meisterschaften 1992 Bronze über 30 km Freistil und Gold mit der Staffel. Beim Saisonhöhepunkt, den Olympischen Winterspielen 1992 in Albertville, belegte sie den 44. Platz über 5 km klassisch, den 36. Rang in der anschliessenden Verfolgung und den 26. Platz über 30 km Freistil. Zudem wurde sie dort zusammen mit Sylvia Honegger, Brigitte Albrecht und Natascia Leonardi Neunte in der Staffel. Im März 1992 triumphierte sie beim Engadin Skimarathon mit Streckenrekord und errang bei den Junioren-Skiweltmeisterschaften in Vuokatti den 30. Platz über 5 km klassisch und den achten Platz über 15 km Freistil. In der Saison 1992/93 holte sie in Cogne mit dem 26. Platz über 10 km Freistil ihre einzigen Weltcuppunkte und gewann bei den Schweizer Meisterschaften 1993 Bronze über 30 km Freistil und Silber mit der Staffel. Bei den nordischen Skiweltmeisterschaften 1993 in Falun lief sie auf den 60. Platz über 5 km klassisch, auf den 42. Rang über 30 km Freistil und auf den 41. Platz in der Verfolgung. Im März 1993 errang sie beim Engadin Skimarathon den zweiten Platz mit 15 Sekunden Rückstand auf die Siegerin Sylvia Honegger. Nachdem sie in der Saison 1993/94 nur an wenige Rennen aufgrund Verletzungen hatte teilnehmen können, beendete sie nach der Saison ihre Karriere.

## Teilnahmen an Weltmeisterschaften und Olympischen Winterspielen

### Olympische Winterspiele
- 1992 Albertville: 9. Platz Staffel, 28. Platz 30 km Freistil, 36. Platz 10 km Freistil Verfolgung, 44. Platz 5 km klassisch

### Nordische Skiweltmeisterschaften
- 1991 Val di Fiemme: 10. Platz Staffel, 35. Platz 30 km Freistil, 40. Platz 10 km Freistil, 47. Platz 5 km klassisch
- 1993 Falun: 41. Platz 10 km Freistil Verfolgung, 42. Platz 30 km Freistil, 60. Platz 5 km klassisch